# Trend (Soziologie)

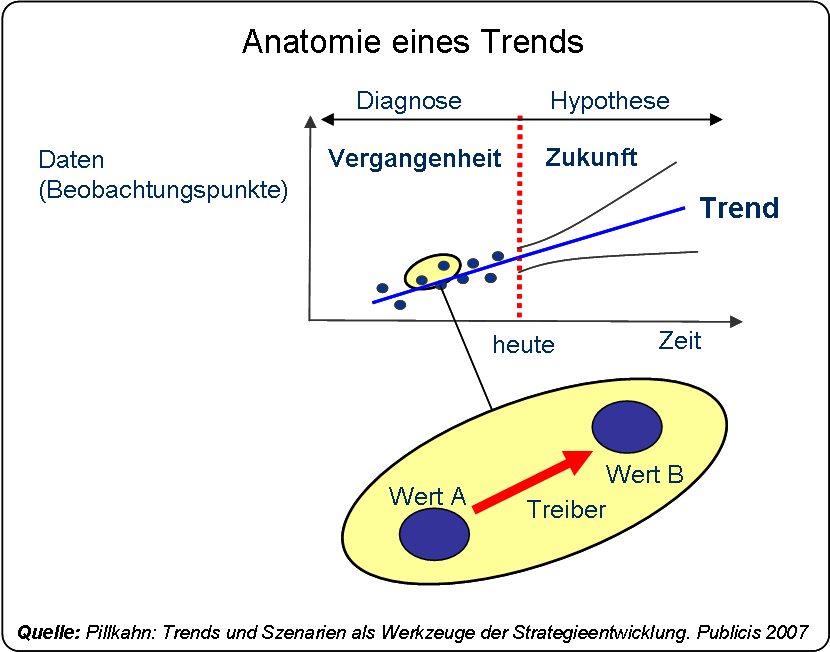
Die Anatomie eines Trends

Ein Trend (von engl. to trend ‚in einer bestimmten Richtung verlaufen‘ bzw. ‚drehen‘ oder ‚wenden‘) ist ein Instrument zur Beschreibung von Veränderungen und Strömungen in allen Bereichen der Gesellschaft. Die Beschreibung und die Randbedingungen erlauben eine Aussage über die zukünftige Entwicklung. Mathematisch gesehen handelt es sich um ein Differential eines Wertes nach der Zeit. 
Trends sind beobachtbar, im soziologischen Kontext aber nur schwer messbar. Ihr weiterer Verlauf lässt sich meistens genähert abschätzen, aber nur teilweise beeinflussen. Die Trendforschung befasst sich mit der Beobachtung, Deutung und Vorhersage von Trends. Dort und in der Trendberatung hat sich eine stärker zielorientierte Definition durchgesetzt: Ein Trend ist eine neue Auffassung in Gesellschaft, Wirtschaft oder Technologie, die eine neue Bewegung bzw. Marschrichtung auslöst.
Trends sind durch Werbung und Trendsetter beeinflussbar und haben entscheidende Auswirkungen auf das Konsumverhalten der Verbraucher oder das Bevorzugen gewisser Mode-Erscheinungen im sozialen und Freizeitbereich.
Eine grundlegende Änderung (Umkehrung) eines Trends wird als „Trendwende“ bezeichnet. Die Einführer eines neuen Trends werden Trendsetter genannt, vor allem im Bereich der Mode.

## Systematisierung nach Stärke
- Trendsignal: Informationen und Neuigkeiten, die größere Veränderungen auslösen könnten (Bsp.: Babyboom in Hamburg)
- Trend: Veränderung, die beobachtbar ist und einen zeitlich stetigen Verlauf vermuten lässt (Bsp.: mehr Akademikerinnen sind kinderlos)
- Emerging Trend: gerade entstehender Trend (viele Signale), weiterer Verlauf schwer abzuschätzen (Bsp.: Männer übernehmen mehr Verantwortung in der Familienplanung)
- Mikrotrend: Veränderung in kleinem Maßstab, regional ausgeprägt oder kaum beobachtbar (Bsp.: steigende Zahl von Ein-Kind-Familien führt zu verändertem Verhalten in Gesellschaft)
- Makrotrend: spezifische Ausprägungen der Megatrends. Sie beschreiben Teilströmungen, die einen unterschiedlichen Wirkungshorizont aufweisen (Bsp.: Print Plus)
- Megatrend: Trend in großem Maßstab, lang anhaltend mit tiefgreifenden Veränderungen (Bsp.: alternde Gesellschaft)
- Metatrend: Bündelung von Trends / Megatrends (Bsp.: demografische Veränderung)
- Key-Trend: als besonders wichtig eingestufter Trend (Bsp.: Marketingfokus verschiebt sich Richtung reifere Gesellschaft)
- Pseudotrend: Phänomen wird als Trend dargestellt, obwohl es keiner ist (Bsp.: Unternehmen setzen sich verstärkt für Familien ein)
- Trendbruch: als Trend gekennzeichnete Entwicklung wird abrupt in Stärke oder Verlauf verändert (Bsp.: Pillenknick)

## Systematisierung nach Form
Man unterscheidet verschiedene Formen: linear ist die einfachste und am meisten angenommene. Darüber hinaus gibt es noch Wellenform, Wachstumskurve, Zyklen, Kaskaden, Lebenszykluskurve, Parabel und Sprungfunktion.

## Megatrend
Der US-amerikanische Zukunftsforscher John Naisbitt prägte den Begriff Megatrend. Dieser beschreibt lang anhaltende gesellschaftliche, wirtschaftliche und politische Veränderungen, die zahlreiche Lebensbereiche (u. a. Arbeitswelt, Konsum- und Freizeitverhalten, Gesundheit, Bildung, kulturelle Identität und politische Teilhabe) massiv beeinflussen. Megatrends verändern das Leben aller Menschen weltweit, wirken in verschiedenen Regionen und Gruppen aber unterschiedlich, zeitlich versetzt und keineswegs immer stetig voranschreitend. Sie stehen miteinander in Wechselwirkung. Beispiele sind die Globalisierung, die Digitalisierung und der demografische Wandel. Das von Matthias Horx gegründete Zukunftsinstitut beschreibt 12 omnipräsente, globale, komplexe Megatrends mit einer Dauer von mindestens mehreren Jahrzehnten und verortet diese, gemeinsam mit zahlreichen Subtrends, auf seiner Megatrend-Map.

## Trendforschung
Trendforschung beschäftigt sich mit gesellschaftlichen Wandlungsprozessen. Hierbei geht es nicht um exakte Vorhersagen, sondern darum, die Prozesse der Wandlung zu erkennen und, wenn möglich, zu verstehen, um sie letztlich zu deuten.
Trends im Verhalten oder bei Produkten werden oft durch die Meinungsforschung erfasst. Die Marktforschung heißt das Aufspüren von Trends Trendscouting.
Zur Feststellung von Trends gibt es spezielle Methoden, wie die Delphi-Methode (Befragung herausragender Fachleute) oder Prognoseverfahren und Verfahren der Futurologie. Hinzu kommen Methoden, die die aktuellen Trendströmungen in den Metropolen der Welt erfassen und aus diesen Erkenntnissen die kommenden Trends ableiten, zum Beispiel durch die Ethnografie.
Die Abschätzung des Trends erfolgt häufig durch grafische Verfahren (beispielsweise Charttechnik an der Börse). Wie die Abbildung zeigt, kann man jeden Trend in einen Diagnoseteil (Vergangenheit) und einen Hypothesenteil (Zukunft) aufteilen. Im Allgemeinen wird Zeitstabilität angenommen, das heißt, man geht davon aus, dass der Kontext und die Einflussfaktoren stabil bleiben und sich der Trend ähnlich entwickelt, wie in der Vergangenheit beobachtet wurde.

## Kritik
Trends versprechen, die Zukunft zu offenbaren und erfreuen sich deshalb in den Medien einer gewissen Popularität. Entsprechend kann nur ein kleiner Teil dessen, was als Trend oder „Megatrend“ gehandelt wird, eine nachvollziehbare und systematische Begründung vorweisen. Einige wissenschaftlich fundierte Zukunftsforscher (Futurologie) versuchen daher, sich von „populären“ Trendforschern explizit abzugrenzen. Folgende wesentliche Kritikpunkte werden gegenüber der Trendforschung ins Feld geführt:
- Fokus auf Konsumenten unter Vernachlässigung der (z. B. sozialen) Rahmenbedingungen
- Es werden nur gegenwärtige Entwicklungen beschrieben (nur geringer Gewinn gegenüber der Marktforschung)
- Trends werden journalistisch anhand von Recherchen ermittelt (nicht z. B. systematisch), was einen Erwartungseffekt (aktive Suche nach Bestätigungen, nicht nach Widersprüchlichem) provoziert
- Einzelne Beobachtungen (z. B. Verhalten von Jugendlichen, eigenes Empfinden ggü. Innovationen) werden vorschnell als zukünftige Entwicklungen interpretiert
- Die (Eigen-)Dynamik von Entwicklungen wird nicht erfasst (z. B. eine mögliche Gegenbewegung), ein lineares Denk-Modell wird der komplexen (nicht-linearen) Gesellschaft nicht gerecht
- Interdependenzen mit anderen Entwicklungen werden nicht beachtet (Szenarioanalyse)
- Trendforschung muss sich auf Publikums-Märkten (z. B. Print-Produkte, Seminare, Zitationen) verkaufen, dabei haben spektakuläre Visionen eine größere Chance, sich zu verkaufen. Die beeinflusst u. U. die Entstehung von Trend-Prognosen, auf jeden Fall deren Verbreitung und Selektion